# She Blinded Me with Science
«She Blinded Me with Science» es una canción del músico inglés Thomas Dolby, grabada en 1981. Fue lanzado por primera vez como sencillo en el Reino Unido en octubre de 1982. Posteriormente se incluyó en el EP Blinded by Science y en la reedición de 1983 del álbum debut de Dolby, The Golden Age of Wireless.
En Estados Unidos alcanzó el número 5 en el Billboard Hot 100 y en Canadá se mantuvo 2 semanas en el número 1 de la Top Singles RPM. En Reino Unido llegó al número 49 en la UK Singles Chart en 1982.

## Información de la canción
La canción cuenta con exclamaciones del científico y presentador de televisión británico Magnus Pyke, quien repetidamente intercala "Science!" (Ciencia) y pronuncia otras líneas de una manera deliberadamente caricaturizada de científico loco, como, "Good heavens, Miss Sakamoto, you're beautiful!" (Dios mío, señorita Sakamoto, es hermosa).   
El estribillo de la canción, "She blinded me with science" (Ella me cegó con la ciencia), se refiere a confundir deliberadamente a alguien mediante el uso de términos muy complejos y técnicos.   

## Vídeo musical
El video de "She Blinded Me with Science" fue concebido y guionizado antes de que se escribiera la canción. Dolby agregó el título, escribió la letra para que se ajustara al video planeado y luego lo dirigió. El video presenta a Magnus Pyke como el Doctor, en "El Hogar para Científicos Desquiciados". Gran parte fue filmado en The Holme, una mansión ubicada cerca de Regent's Park en Londres, en ese momento propiedad administrada por el Crown Estate.

## Posicionamiento en listas
| Lista (1982-83)                              | Máxima posición |
| -------------------------------------------- | --------------- |
| Alemania (Offizielle Deutsche Charts)        | 52              |
| Australia (Kent Music Report)                | 19              |
| Canadá (RPM Top Singles)                     | 1               |
| Estados Unidos Billboard Hot 100             | 5               |
| Estados Unidos 'Billboard Hot Black Singles  | 49              |
| Estados Unidos Billboard Hot Dance Club Play | 3               |
| Estados Unidos 'Billboard Top Tracks         | 6               |
| Estados Unidos Cash Box                      | 4               |
| Nueva Zelanda (Recorded Music NZ)            | 7               |
| Reino Unido (UK Singles Chart) (1982)        | 49              |
| Reino Unido (UK Singles Chart)               | 56              |
| Sudáfrica (Springbok Radio)                  | 26              |

## Músicos
- Thomas Dolby - voz y coros, Roland Jupiter-4, Moog Source, PPG Wave, programación de Simmons, Eventide Harmonizer
- Matthew Seligman - Moog Source (bajo)
- Tim Friese-Greene – PPG Wave, Armonizador de Eventide
- Kevin Armstrong - guitarra eléctrica
- Simon House - violín
- Magnus Pyke - palabra hablada
- Mutt Lange - coros
- Miriam Stockley - coros